# L'hereu
L'hereu és una novel·la de Prudenci Bertrana publicada l'any 1931. És la primera de les tres novel·les que formen la trilogia autobiogràfica Entre la terra i els núvols, juntament amb El vagabund (1933) i L'impenitent (1948), i representa la consagració literària de l'autor. Va guanyar el Premi Crexells de 1931 i va ser reeditada en versió definitiva el 1933. És una bona mostra de narrativa modernista.